# U-567
U-567 — средняя немецкая подводная лодка типа VIIC времён Второй мировой войны.

## История
Заказ на постройку субмарины был отдан 24 декабря 1939 года. Лодка была заложена 27 апреля 1940 года на верфи «Blohm + Voss» в Гамбурге под строительным номером 543, спущена на воду 6 марта 1941 года. Лодка вошла в строй 24 апреля 1941 года.

### Флотилии
- 6 февраля 1941 года — 1 апреля 1941 года — 1-я флотилия (учебная)
- 1 августа 1941 года — 31 октября 1941 года — 1-я флотилия
- 1 ноября 1941 года — 21 декабря 1941 года — 1-я флотилия

Потоплена 21 декабря 1941 г. в районе Гибралтара британским шлюпом HMS Deptford и корветом HMS Samphire. Капитан Энгельберт Эндрас и все члены экипажа погибли. На счету лодки числилось 2 потопленных судна общим тоннажем около 7 тысяч тонн.

## Источник
- Герберт Вернер Стальные гробы. Немецкие подводные лодки: секретные операции 1941-1945 — М.: ЗАО Издательство Центрполиграф, 2001. — С. 122. — 474 с. — ISBN 5-227-01245-8